# 佐藤理
佐藤 理（さとう おさむ、1960年4月14日 - ）は、日本のマルチメディアアーティスト、ゲームデザイナー、作曲家。有限会社アウトサイド・ディレクターズ・カンパニー代表取締役社長。京都工芸繊維大学、嵯峨美術短期大学卒業。

## 略歴
京都府京都市に生まれる。
京都工芸繊維大学、嵯峨美術短期大学を卒業。モス・アドバタイジング（現：モスデザイン研究所）に所属した後、1988年にオサム・サトウ・デザイン室（のちに有限会社アウトサイド・ディレクターズ・カンパニーに改称）を設立し、グラフィックデザインや展覧会の企画、ウェブデザインなど、メディアを問わない様々な作品を手がける。また、ゲームデザインや広告制作なども手がけている。
1993年にソニー・ミュージックエンタテインメントが主催する「デジタル・エンタテインメント・プログラム」の作品部門・人物部門で最優秀賞を受賞。翌年の1994年には、Macintosh用ゲームソフト『東脳』をリリースし、「デジタル・エンタテインメント・プログラム」で作品部門最優秀賞を受賞。また同年、『東脳』使用曲などを収録した音楽CD「TRANSMIGRATION」をリリース。
1998年にはPlayStaton用ゲームソフト『LSD』をプロデュース。当作品は1990年代初頭からAmigaやMacintosh等を起点として始まったマルチメディアの流行に即して制作され、メディア・アート的な色合いが強い作品となっている。PlayStation用ゲームソフトの中では極めて異彩を放っており、内容の不可解さから現在までカルト的な人気を維持し続けている。その他にもPlayStation用ゲームソフトのプロデュースを手がけている。
弟に陶芸家の佐藤巧がいる。

## 作品

### 音楽
- OBJECTLESS（1983年、SKATING PEARS）
- TRANSMIGRATION（1994年10月21日、ソニー・ミュージックエンタテインメント） - Macintosh用CD-ROM付属。
- EQUAL（1995年10月21日、ソニー・ミュージックエンタテインメント）
- LSD & REMIX（1998年10月21日、ミュージック・マイン）
- All Things Must be Equal[TYO EDITION]（2017年4月5日、ミュージック・マイン）
- Objectless[2017 REMASTERED EDITION]（2017年11月22日、ミュージック・マイン）
- LSD REVAMPED[20th Anniversary Deluxe Edition]（2018年4月11日、ミュージック・マイン）
- COLLECTED AMBIENT GROOVES 1993-2001（2020年4月10日、MUSIQUE POUR LA DANSE）
- GREATFUL IN ALL THINGS[感謝感激雨霰]（2020年4月15日、理念音盤）
- TRANSFORMED COLLECTION（2020年10月21日、理念音盤）

### ゲームソフト
- 東脳（1994年、ソニー・ミュージックエンタテインメント、Macintosh・Windows）
- 中天（1995年、ソニー・ミュージックエンタテインメント、Macintosh・Windows）
- ローリーポーリーズの七転び八起き（1997年、シンコー・ミュージック、Macintosh・Windows）
- ローリーポーリーズの世界旅行（1997年、シンコー・ミュージック、Macintosh・Windows）
- LSD（1998年、アスミック・エースエンタテインメント、PlayStation）
- 東京惑星プラネトキオ（1999年、アスミック・エースエンタテインメント、PlayStation）
- リズムンフェイス（2000年、アスミック・エースエンタテインメント、PlayStation）

### 作品集、著作
- The Alphabetical Orgy（1991年、ティエラルト・ブックス）
- Alphabetical Animals（1992年、トムズボックス）
- Compu Design -カタチの発想法（1993年、グラフィック社）
- ALL THINGS MUST BE EQUAL（2017年、シンコーミュージック）
- The Art of Computer Designing（2020年、Colpa）
- GREATFUL IN ALL THINGS（2020年、理念音盤）